# Afrolimnophila asura
Afrolimnophila asura är en tvåvingeart som först beskrevs av Alexander 1956.  Afrolimnophila asura ingår i släktet Afrolimnophila och familjen småharkrankar. Inga underarter finns listade i Catalogue of Life.